# Hammelburger Markbeschreibung
Die Hammelburger Markbeschreibung ist eine frühmittelalterliche Urkunde in lateinischer Sprache mit althochdeutschen Elementen. Als ein Vertreter der Gruppe der lateinischen Grenzbeschreibungen mit volkssprachigen Bestandteilen gehört die Hammelburger Markbeschreibung zu den ältesten Denkmälern der althochdeutschen Sprache und der althochdeutschen Literatur. Die Hammelburger Markbeschreibung protokolliert den Grenzverlauf der historischen Mark Hammelburg.

## Bedeutung
Der Text der Urkunde, die allerdings nur in einer Kopie aus der ersten Hälfte des neunten Jahrhunderts überliefert ist, ist zwar überwiegend im Latein des 8. Jahrhunderts verfasst, doch finden sich neben reinen althochdeutschen Ortsnamen in dieser Sprache auch Begriffe, die sich auf Landschaftsformen und ihre relative Lage zueinander beziehen, die für die Kenntnis des Althochdeutschen von Bedeutung sind.
Die Hammelburger Markbeschreibung von 777 ist eines der ältesten erhaltenen Dokumente einer Reihe vergleichbarer Schriftstücke. Zu diesen zählen insbesondere die Würzburger Markbeschreibungen und die Grenzbeschreibung des Klosters Neustadt am Main von 772. Anders als die Hammelburger, die Neustadter und die erste Würzburger Markbeschreibung ist die zweite Würzburger Markbeschreibung vollständig auf Althochdeutsch verfasst.
Eine sprachwissenschaftliche Analyse von Wolfgang Beck belegte 2013, dass die Zweite Würzburger Markbeschreibung nicht kurz nach 779, sondern erst um 1000 entstanden ist.

## Inhalt
Karl der Große hatte am 7. Januar 777 in Herstal dem Kloster Fulda unter Abt Sturmi den fiscus Hammelburg im Saalgau geschenkt. Die Markbeschreibung ist das Zeugnis der Besitzeinweisung durch die Grafen Nithard und Heimo und die königlichen Vasallen Finnold und Guntramn mit einer Beschreibung der Grenzen, die durch Befragung der Notablen des Territoriums ermittelt worden waren.

## Datierung
Da die Datierung der Urkunde das dritte Jahr des Königtums Karls (anno tertio regni piissimi regis Caroli) nennt, vertrat Engelbert Mühlbacher, der Herausgeber der Karolingerdiplome, die Datierung der Besitzeinweisung auf den 8. Oktober 776. In den Nachträgen zur Edition der Karolingerdiplome trat Michael Tangl für die Datierung auf den 8. Oktober 777 ein, die auch die spätere Forschung akzeptierte.